# Флаг Салавата
Флаг муниципального образования городской округ город Салава́т Республики Башкортостан Российской Федерации — опознавательно-правовой знак, служащий официальным символом муниципального образования.
Флаг утверждён 16 июня 2000 года и внесён в Государственный геральдический регистр Российской Федерации с присвоением регистрационного номера 662 (протокол заседания Геральдического совета при Президенте Российской Федерации № 5 от 31.05.2000).

## Описание
«Прямоугольное полотнище с соотношением ширины к длине 2:3, воспроизводящее композицию герба города Салавата в синем, белом, жёлтом и зелёном цветах».
Геральдическое описание герба гласит: «В лазоревом поле золотой скачущий всадник со вскинутыми руками, с плетью на левом запястье, сопровождаемый внизу летящим вправо с распростёртыми крыльями золотым соколом, касающимся крылом брюха коня, а хвостом — отвлечённой золотой земли под задними ногами коня. В рассечённой зелёной и серебряной главе справа — золотой цветок курая с семью лепестками, слева — лазоревый шар с тремя выходящими вниз лучами того же цвета».

## Обоснование символики
Флаг, разработанный на основе герба, языком символов и аллегорий отражает исторические, культурные и экономические особенности города.
На зелёном поле изображён цветок курая — символ дружбы, семь его лепестков — семь родов, положивших начало консолидации и единению народов Башкортостана. На территории одного из семи родов — рода Юрматы — расположен город Салават.
На белом поле условно-графически изображена ёмкость, символизирующая нефтехимическое производство, которому город обязан своим рождением, развитием, многими достижениями. Нефтехимическое производство является одним из крупнейших в стране и играет важную роль в экономике города.
В центре флага расположены всадник и сокол, олицетворяющие стремление к свободе и образ национального героя башкирского народа — Салавата Юлаева, чьим именем назван город.

## Авторы
Авторы герба и флага города Салавата — врачи МСЧ ОАО «Газпром нефтехим Салават» А. В. Лаврухин и Р. Т. Фаезов.